# Metro v Maracaibu
Metro v Maracaibu (španělsky Metro de Maracaibo) je systém lehkého metra, který obsluhuje město Maracaibo, hlavní město venezuelského státu Zulia. Skládá se z jediné linky o šesti stanicích, která byla slavnostně otevřena 8. června 2009. Metro obsluhuje jihozápadní část města. Trať vede většinou po povrchu nebo nad zemí. V plánu je prodloužení linky 1 do centra města. Navázat by měla linka 2, která povede směrem na severozápad.

## Historie
Na přelomu 19. a 20. století zajišťovaly hromadnou dopravu v Maracaibu tramvaje. V roce 1933 měla tramvajová síť celkovou délku 41 km. V roce 1934 ale byla celá síť uzavřena a zrušena bez náhrady.
Projekt metra v Maracaibu byl plánován už v 90. letech 20. století. Jednalo se o klíčový projekt pro rozvoj dopravy ve městě, které se rychle rozvíjelo a jehož populace se blížila k 1 milionu obyvatel. V roce 1993 byla založena společnost Metro de Maracaibo, C.A., jejímiž vlastníky bylo samotné město a vláda státu Zulia, ve kterém se Maracaibo nachází. Společnost navrhla plán první linky metra. Jednalo se o 6,5 km dlouhý úsek vedený především po viaduktech ve středu významné ulice Avenida Sabaneta. Úsek se skládá z šesti stanic.

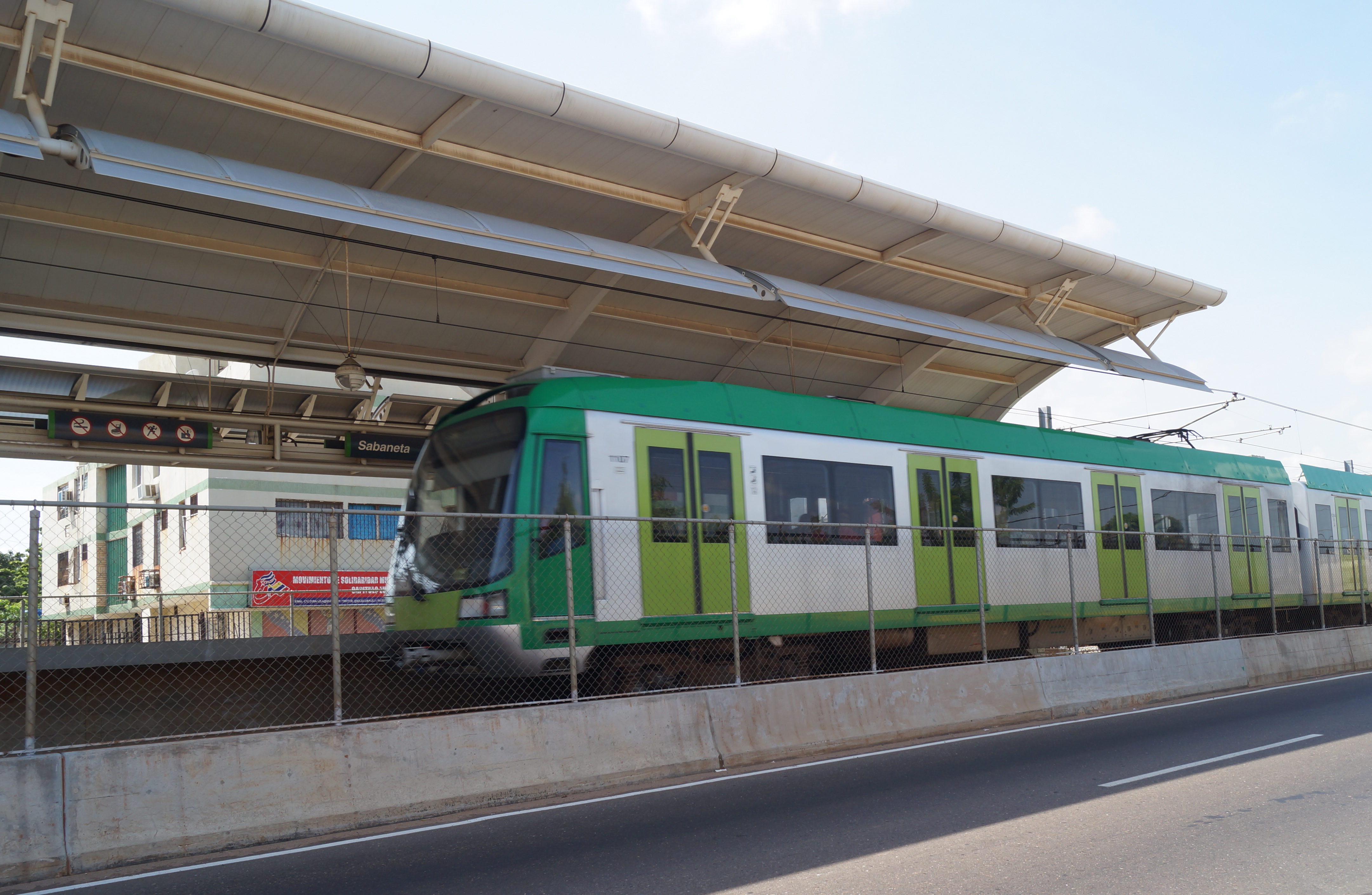
Souprava M1-MARA přijíždí do stanice Sabaneta.

V roce 2003 byl slavnostně položen základní kámen stavby. Celková hodnota investice byla 495 milionů dolarů.
Instalací signalizačních a komunikačních systémů byla pověřena firma Siemens. Ta se také postarala o dodávku sedmi nových třívozových souprav M1-MARA, založených na modelu M1, používaném na lince C pražského metra. Vozy dodal pražský závod Siemens kolejová vozidla. Zakázka na sedm vlaků měla hodnotu více než 5 miliard korun. Na rozdíl od pražských souprav jsou vlaky pro Maracaibo uzpůsobeny provozu ve venkovních subtropických podmínkách. Ve vybavení nechybí klimatizace. Přívod elektrického proudu je zajištěn vrchním sběračem proudu.
V červenci roku 2006 dorazila do přístavu v Maracaibu první souprava metra. Následně byl vlak po dobu 45 dní vystaven veřejnosti nedaleko budoucí stanice Libertador.
První dvě stanice metra byly uvedeny do provozu 25. listopadu 2006 a další byly připojovány v průběhu výstavby. První etapa linky 1 byla dokončena připojením posledních dvou stanic Urdaneta a Libertador 8. června 2009. Depo a dílny se nacházejí nedaleko konečné stanice Altos de la Vanega.

## Přehled linek a stanic

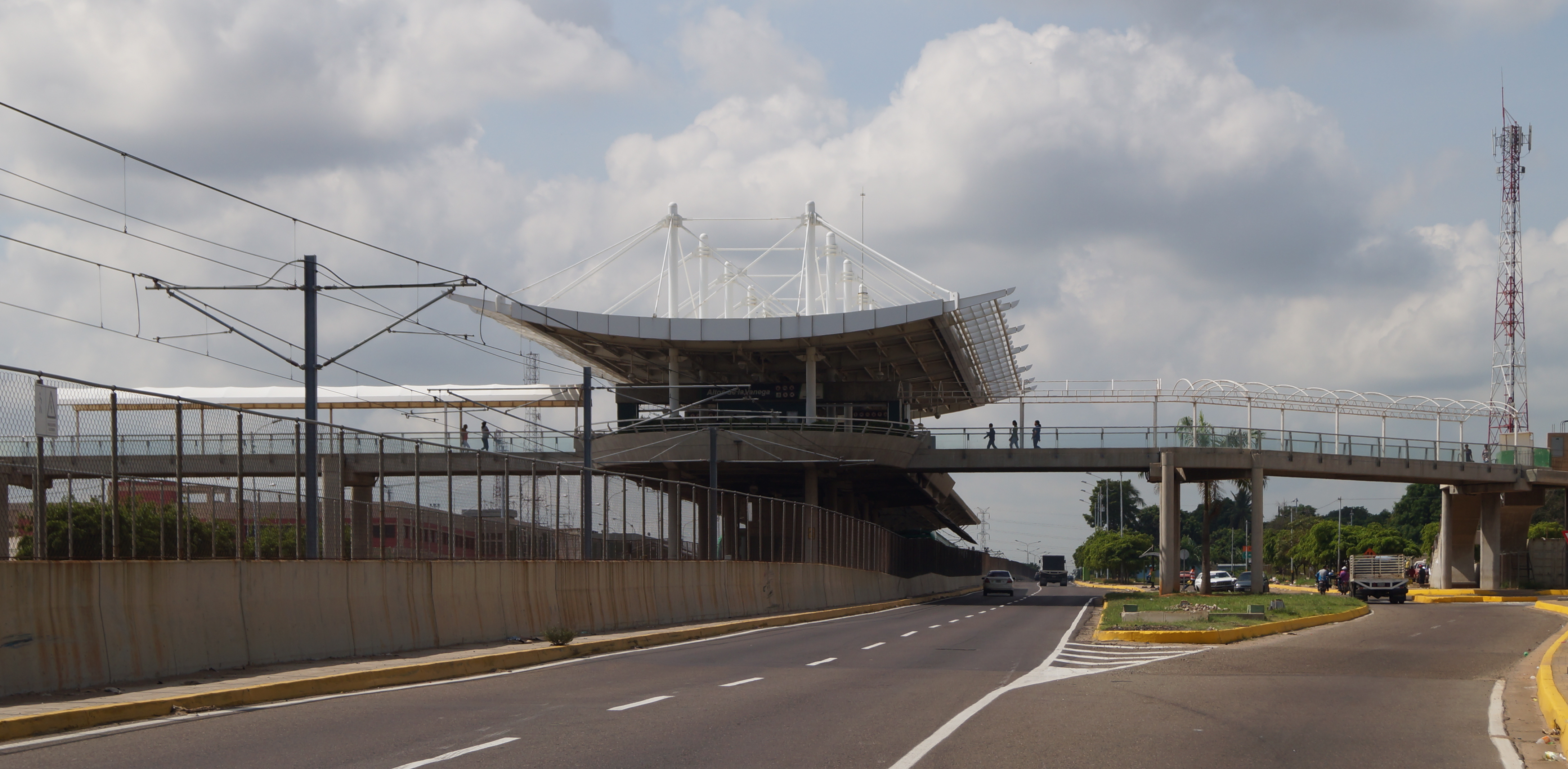
Stanice Altos de La Vanega

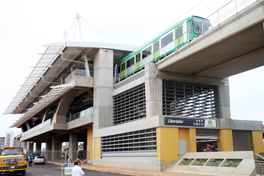
Stanice Libertador

| Linka | Stanice            | Poznámky                        |
| ----- | ------------------ | ------------------------------- |
| 1     | Altos de La Vanega | V provozu od 25. listopadu 2006 |
| 1     | El Varillal        | V provozu od 25. listopadu 2006 |
| 1     | El Guayabal        | V provozu od 27. srpna 2007     |
| 1     | Sabaneta           | V provozu od 11. května 2008    |
| 1     | Urdaneta           | V provozu od 8. června 2009     |
| 1     | Libertador         | V provozu od 8. června 2009     |
| 1     | Padilla            | V plánování, druhý úsek linky 1 |
| 1     | Falcón             | V plánování, druhý úsek linky 1 |
| 1     | 5 de julio         | V plánování, druhý úsek linky 1 |
| 2     | Calle 72           | V plánování                     |
| 2     | Indio Mara         | V plánování                     |
| 2     | Universitaria      | V plánování                     |
| 2     | Polideportivo      | V plánování                     |
| 2     | Galerías Mall      | V plánování                     |
| 2     | Mercado            | V plánování                     |
| 2     | Panamericana       | V plánování                     |
| 2     | Curva de Molina    | V plánování                     |

## Provoz
V dopravní špičce jezdí vlaky každých pět minut. V ostatních časech jsou intervaly šest až osm minut.
- O všedních dnech je linka 1 metra v Maracaibu v provozu od 6:00 do 21:00

- O sobotách, nedělích a svátcích je upraven jízdní řád a metro je v provozu od 8:00 do 18:00